# Alioune Mbaye Nder
Alioune Palla Mbaye dit « Nder » (né le 28 avril 1969 à Tivaouane, Sénégal ) est un chanteur sénégalais. Il tire son nom d'artiste du n'der, le tambour préféré de son père griot.

## Parcours
Danseur et percussionniste dans sa jeunesse, Nder a commencé sa carrière de chanteur en 1991 avec le groupe Lemzo Diamono, un groupe issu du très populaire Super Diamono. Lemzo Diamono comprenait également le célèbre guitariste sénégalais Lamine Faye. En 1993, Nder devient le chanteur principal de Lemzo Diamono et le groupe gagne un large public au cours des années suivantes. En 1995, Nder quitte Lemzo Diamono pour former son propre groupe, le groupe Setsima.
Nder, dont la musique, tout récemment encore, n'était disponible que sur cassette, est considéré au Sénégal comme un griot des temps modernes et une super star de la nouvelle génération (Boul Fallé) après Youssou N'Dour et Baaba Maal. Il est connu au Sénégal comme Le Prince du mbalax, et par certains fans, Le Roi du mbalax.
Le mbalax est un genre de musique populaire africaine développé au Sénégal et en Gambie. Évoluant à partir des rythmes traditionnels du peuple wolof et absorbant une influence cubaine, puis des influences pop, funk et reggae occidentales. Il intègre des instruments de percussion et des chants traditionnels (en wolof, français et parfois anglais), avec des instruments électriques modernes tels que la guitare électrique, la basse électrique, le synthétiseur, la batterie et aussi typiquement une section de cuivres. Il a été rendu populaire par la pop star sénégalaise Youssou N'Dour.
En octobre 2023, à l'occasion de ses trente ans de carrière, de grands artistes sénégalais, dont Wally Seck, Momo Dieng, Ngaaka BlinD, rendent hommage à Mbaye Nder.
Deux des héros de Nder sont Bob Marley et Michael Jackson.

## Groupe Setsima
Nder a créé le Groupe Setsima à partir de jeunes joueurs avec lesquels il a pu se former et grandir, et c'est resté une formation restreinte avec seulement quelques changements de personnes depuis lors. Le Témoin de Dakar écrit : « Les arrangements essentiellement réalisés par les jeunes musiciens du Groupe Setsima peuvent facilement rivaliser avec ceux traditionnellement réalisés par les « requins de studio ». Quel grand art ! »

### Membres du groupe
- Alioune Mbaye Nder - chant principal
- Aïcha Koné, Mbene Seck - chœurs
- Talla Seck, Lamine Touré - percussions
- Malick Diaw - Guitare solo
- Saliou Ba - Guitare basse
- Ibou Tall, Elou Fall - claviers
- Bassirou Mbaye - batterie
- Mor Sarr - saxophone
- Ibou Konaté - trompette

## Discographie
Nder & le groupe Setsima
- Confiance (2007) – Afrique Productions Musiques (APM)
- Courage (2005) – KSF Productions
- Muchano (2003) – KSF Productions
- Lu taxe? (2002)
- Takussaan à Dakar (Live), (2002) – Africa Fête AFD006
- Live anniversaire vol. 2 (En direct), (2001)
- Live anniversaire vol. 1 (En direct), (2001)
- Super Thiof (2000)
- Pansement (2000) – Africa Fête AFD003/Setsima
- Groupe Nder & le Setsima (1999) – World Connection WC 43010
- Aladji (1998)
- Lënëën (1997)
- Aduna (1995)

Avec Lemzo Diamono
- Marimbalax (Compilation), (1996) – Stern

– ( Remarque ) La majorité de la musique de Nder n'est encore disponible que sur cassette locale, et uniquement au Sénégal. Les versions CD de Pansement et du groupe Nder & le Setsima sont cependant plus largement disponibles en Europe.